# McDonald’s Chicago Flagship
McDonald 's Chicago Flagship — флагманский ресторан McDonald’s, расположенный в Чикаго.
Ресторан McDonald’s на этом месте впервые открылся в 1983 году. Он был оформлен в рок-н-ролльной тематике и сначала назывался Original Rock 'N Roll McDonald’s, а позже Rock N Roll McDonald’s. Это было одно из самых известных заведений McDonald’s в мире и когда-то самое загруженное в Соединенных Штатах. Здание долгое время было местной туристической достопримечательностью. Первоначальное здание было снесено в 2004 году, новое здание открылось в 2005 году с максимальной вместимостью 300 человек, что примерно в три раза превышает стандартную вместимость McDonald’s. Первоначальное здание 1983 года и первый проект перестроенного здания 2005 года содержали выставку рок-н-ролла в здании, прилегающем к ресторану, и небольшую музейную экспозицию McDonald’s наверху. В здании был первый двухполосный McDonald’s с автостоянкой, сравнительно роскошный декор, кафе, телевизоры с плоским экраном и зелёная крыша .
В 2017 году ресторан был перестроен, и тема рок-н-ролла была отброшена. Здание было спроектировано как экологически чистое по проекту Кэрол Росс Барни и Ross Barney Architects, а интерьеры были разработаны Landini Associates. Реконструкция получила премию Design Excellence Award of Merit от чикагского отделения Американского института архитекторов в 2019 году.

## Расположение
Ресторан/музей, его рок-н-ролльная экспозиция и парковка занимают целый квартал, ограниченный улицей West Ontario Street на севере, улицей West Ohio Street на юге, улицей North LaSalle Street на западе и улицей North Clark Street на востоке в районе River North в районе Near North Side. Он находится через дорогу (Clark Street) от Hard Rock Cafe и Rainforest Cafe.

## История
McDonald’s открыл ресторан по адресу 600 N. Clark Street с 1983 года, хотя новое здание было перестроено и открыто 15 апреля 2005 года как двухуровневый флагманский ресторан/музей с двухполосным проездом. Это первое заведение McDonald’s с двухполосным проездом. Повторное открытие совпало с 50-летием ресторана Des Plaines, штат Иллинойс, который был открыт Рэем Кроком 15 апреля 1955 года. Rock N Roll McDonald’s — это место, где корпорация начала празднование 50-летия франшизы. Среди присутствовавших знаменитостей были Колин Пауэлл и Элтон Джон. На момент сноса в 2004 году это место было 3-м по загруженности в Соединённых Штатах и 12-м в мире. В начале 1990-х годов он был самым загруженным в Соединённых Штатах. Ожидалось, что он увеличит свои рейтинги доходов от продаж с 3-го места в Соединённых Штатах и 12-го места в мире благодаря реконструкции и перепланировке.
Цены в ресторане выше, чем в других McDonald’s в районе Чикаго, чтобы субсидировать внутреннее убранство, которое включает в себя многочисленные плазменные телевизоры с плоским экраном и дорогое итальянское освещение. На втором этаже находится кофейня, где подают латте, джелато и бискотти, а также залы, которые отдают дань уважения с помощью музейной экспозиции, музыки и декора каждому десятилетию существования сети. McCafé на втором этаже спроектировано так, чтобы конкурировать со Starbucks, предлагая капучино, эспрессо, джелато и итальянскую выпечку. Здание имеет пару 60-футовых арок и два этажа окон, каждое из которых весит 800 фунтов. В нём есть 10 кассовых станций, что дополняет его вместимость в 300 посетителей, что примерно в 3 раза превышает обычную вместимость McDonald’s. В ресторане три передние стены из стекла.
Франчайзи Мэрилин Райт и её муж Ральф Райт управляли 10 ресторанами McDonald’s в течение последних 12 лет. Помимо периметра деревьев, здание имеет два зеленых сада на крыше на двух уровнях. Нижний из них виден изнутри. Однако верхняя крыша видна только с окружающих высотных зданий. Ни одно из них не обеспечивает доступа клиентов. Мусорные баки в этой туристической Мекке говорят «спасибо» на десяти языках. В ресторане есть отдельные линии для приготовления белого и красного мяса на гигантской кухне. Снесенное здание выходило на улицу Огайо, но новое здание повернуто на 180 градусов, чтобы смотреть на пешеходную туристическую полосу улицы Онтарио.
Южная (задняя) половина верхней части имеет ряд экспозиций ранних фотографий McDonald’s, мультимедиа и атрибутики, включая полосатую полиэстеровую униформу гиганта быстрого питания 1960-х годов. Большая часть организована по десятилетиям, начиная с середины 1950-х годов, когда McDonald’s впервые открылся, и сопровождается артефактами поп-культуры, такими как камни-питомцы, ранние сотовые телефоны и 8-дорожечные магнитофоны . Внизу на первом этаже находится раздел под названием «Chicago Firsts», в котором представлены события и организации, зародившиеся в Чикаго.
Когда в здании была тема рок-н-ролла, экспозиция памятных вещей рок-н-ролла была сосредоточена в основном на Элвисе Пресли в экспозиции в отдельной структуре на том же участке. Экспозиция включала набор статуй The Beatles, напоминающих обложку их альбома Abbey Road . В декабре 2017 года музей претерпел двойную реконструкцию. Он приступил к соблюдению общекорпоративной модернизации магазинов, включив в неё киоски самообслуживания и обслуживание столиков. Кроме того, музей стремился избавиться от своей ностальгии по рок-н-роллу.
8 августа 2018 года здание открылось с 19 000 квадратных футов (1800 м2) пространства на одном этаже, что на 5000 квадратных футов (460 м2) меньше, чем предыдущая двухэтажная конструкция. Здание считается флагманом McDonald’s в Чикаго и открывает прозеленую эру McDonald’s с более чем 1000 солнечными панелями, яблонями, рукколой, брокколи, капустой и местными травами на зелёной крыше, поскольку оно стремится получить платиновый статус Leadership in Energy and Environmental Design.
Внешний вид избегает акцента на корпоративных красных и золотых цветах, а интерьер модернизирован для современной торговли: заказ киосков, обслуживание столиков и использование мобильного приложения. В июне 2018 года компания перенесла свою корпоративную штаб-квартиру из Оук-Брук в близлежащий район Фултон-Рэндольф Маркет в районе Ближний Вест-Сайд в Чикаго.